# Чемпионат мира по бобслею 1955
15-й чемпионат мира по бобслею и скелетону прошёл с 23 по 30 января 1955 года в городе Санкт-Мориц (Швейцария).

## Соревнование двоек
| Золото                                     | Серебро                           | Бронза                              |
| Фриц Файерабенд, Гарри Уорбертон (5:33,28) | Пауль Асте, Йозеф Иссер (5:34.91) | Франц Капус, Генрих Ангст (5:35,09) |

## Соревнование четвёрок
| Золото                                                        | Серебро                                                               | Бронза                                                       |
| Франц Капус, Робер Аль, Готфрид Динер, Генрих Ангст (5:10,52) | Фриц Файерабенд, Аби Гартман, Гарри Уорбертон, Ральф Гербер (5:10,55) | Франц Шелле, Якоб Ниршль, Ханс Хенн, Эдмунд Коллер (5:14,23) |

## Медальный зачёт
| Место | Страна    | Золото | Серебро | Бронза | Всего |
| ----- | --------- | ------ | ------- | ------ | ----- |
| 1     | Швейцария | 2      | 1       | 1      | 4     |
| 2     | Австрия   | 0      | 1       | 0      | 1     |
| 3     | ФРГ       | 0      | 0       | 1      | 1     |